# Marianne Sergent
Pour les articles homonymes, voir Sergent (homonymie).
Marianne Sergent est une humoriste, comédienne et auteure française. Elle est surtout connue pour ses one-woman-shows féministes dans les années 1970.

## Biographie

### Jeunesse et études
Marianne Sergent est la fille du grand résistant Georges Sergent, connu sous le nom de « Commandant Georges », et de Lucienne Didner, qui s'étaient connus dans la Résistance. Elle a un frère aîné, l'historien Bernard Sergent.
Après son bac en 1968, elle s'inscrit en licence d'histoire à l'Université de Nanterre dont elle est renvoyée et poursuit ses études au Centre universitaire de Vincennes où elle pratique le karaté et la gymnastique.

### Carrière
« Au début des années 70, je posais nue pour des académies de dessins et je passais des auditions. Comme il fallait un CV et que je n'en avais pas, j'en ai inventé un, c'est comme ça que depuis 30 ans tout le monde pense que j'ai commencé au Café de la Gare ». Marianne Sergent fait ses débuts sur scène en 1973 dans Célébration (des Deux Orphelines) au théâtre 71, avant de créer son premier « seule en scène » l'année suivante, Robert, attends-moi au théâtre des Blancs-Manteaux. En 1975 elle intègre la troupe de la Veuve Pichard aux côtés de Romain Bouteille, Gérard Lanvin, Roland Giraud, Martin Lamotte, Coluche… 
Auteure et interprète de nombreux sketchs humoristiques, elle enchaîne les spectacles (Rendez-moi mes baskets en 1977 et  Vite et fort en 1978 à la Cour des miracles, One Woman Show en 1979 au Café de la Gare), devenant ainsi une des pionnières du one-woman-show et explorant dans un humour corrosif teinté de gouaille parisienne[non neutre] tous les tabous de la société avec un féminisme très revendiqué, contrairement aux autres femmes humoristes de l'époque. « Zouc, Sylvie Joly ou Anne-Marie Carrière ne parlait pas de sexualité ». Elle interprète son skectch La Recette de la fellation en direct à la télévision dans une émission de Michel Drucker et se voit écartée des plateaux.
En 1981, elle fait ses premiers pas au cinéma dans Clara et les Chics Types de Jacques Monnet aux côtés d'Isabelle Adjani et de la troupe du Splendid (Thierry Lhermitte, Josiane Balasko, Christian Clavier…). « Après Clara et les chics types, on ne m’a rien proposé. Je ne pensais pas qu’il fallait avoir un agent ». 
Dans les années 1990 et 2000, elle devient chroniqueuse dans différentes émissions de radio : Le Tribunal des flagrants délires, Pollen et Rien à voir sur France Inter , Rien à cirer et On va s'gêner sur Europe 1 et Les Grosses Têtes sur RTL.
En 2007, à l'occasion de ses 30 ans de carrière, elle crée le spectacle Dits et Interdits, ou 30 ans de carrière sans passer chez Drucker. Après Jeanne la bonne pucelle au théâtre du Point-Virgule et Vive la Commune ! au théâtre de Ménilmontant, elle joue en 2012 le rôle-titre dans la comédie Doris Darling de Ben Elton au théâtre du Petit-Saint-Martin,.

### Vie privée
Marianne Sergent est la mère du comédien et réalisateur Jules Prieur-Sergent.

## Théâtre

### En tant que comédienne
- 1973 : Célébration (des Deux Orphelines) en forme de récupération (du Second Empire) de François Cazamayo, Claire-Lise Charbonnier et Bernard Mathieu, mise en scène Guy Kayat, théâtre 71 (Malakoff)
- 1987 : La Puce à l'oreille de Georges Feydeau, mise en scène Séverine Bujart, théâtre de Carouge (Genève), théâtre de Vidy (Lausanne)
- 1991 : La Nuit de l'an 2000 de et mise en scène Philippe Avron, théâtre de l'Est parisien
- 2012 : Doris Darling d'après Ben Elton, mise en scène Marianne Groves, théâtre du Petit-Saint-Martin

### En tant qu'auteure et comédienne
- 1974 : Robert, attends-moi, théâtre des Blancs-Manteaux
- 1977 :  Rendez-moi mes baskets, Cour des miracles
- 1978 :  Vite et fort, Cour des miracles
- 1979 : One woman show, mise en scène de Patrice Caratini, Café de la Gare
- 1983 : Que la violence d'aimer, mise en scène de Aravni Marengazian
- 1984 : Soldes d'automne, Café de la Gare
- 1986 : La Meilleure ou 10 ans de ses vices, Palais des glaces
- 1993 : Pot ripou, Café de la Gare
- 2001 : Jeanne la bonne pucelle, théâtre du Point-Virgule[6]
- 2007 : Dits et Interdits, ou Trente ans de carrière sans passer chez Drucker, tournée
- 2011 : Vive la Commune ! avec Daniel Gros, théâtre de Ménilmontant
- 2016 : Républicaine, tournée[7]
- 2017 : A donc ! ?, co-écrit avec Louise Bouriffé, tournée
- 2017 : Rendez-vous !... d'amour, festival d'Avignon, tournée
- 2020 : Tu seras un homme avec Jules Prieur-Sergent, MJC de Sarcelles

### En tant que metteure en scène
- 2022 : Mata Hari, l’œil du jour d'Aurélie de Soissan

## Filmographie
- 1981 : Clara et les Chics Types de Jacques Monnet
- 1989 : Marc et Sophie, série télévisée (1 épisode)
- 1998 : Bébés boum, téléfilm de Marc Angelo

## Radio
- Le Tribunal des flagrants délires sur France Inter
- Pollen sur France Inter, animé par Jean-Louis Foulquier
- Rien à cirer sur France Inter, animé par Laurent Ruquier
- 1999-2000 : Rien à voir sur France Inter, animé par Laurence Boccolini
- 2007-2009 : On va s'gêner sur Europe 1, animé par Laurent Ruquier
- Les Grosses Têtes sur RTL, animé par Philippe Bouvard

## Discographie
- 1973 : J'm'en fous d'la France de Maxime Le Forestier
- 1984 : En public

## Vidéographie
- 1991 : Marianne Sergent, les meilleurs sketches, VHS
- 2010 : Dits et Interdits, ou Trente ans de carrière sans passer chez Drucker, DVD

## Publication
- Normal (roman), éditions Manya, 1991